# Giuseppe Caselli
Giuseppe Guglielmo Umberto Caselli, detto Pino (Luzzara, 5 luglio 1893 – La Spezia, 19 dicembre 1976), è stato un pittore italiano.

## Biografia
Nato nel 1893 nella località Villarotta di Luzzara (Reggio Emilia), si forma alla Scuola libera del nudo all'Accademia di Firenze. 
Tornato alla Spezia, dove risiede fin da bambino, è allievo di Del Santo e di Discovolo.
Entra in contatto con l'ambiente artistico che gravita intorno alla nuova rivista L'Eroica dello scrittore spezzino Ettore Cozzani e si dedica all'incisione xilografica. Nel  1913 conosce Lorenzo Viani.
Durante la prima guerra mondiale è fatto prigioniero e internato nel campo di prigionia di Mauthausen in Austria; da questa esperienza ha tratto numerose opere premonitrici del dramma del successivo conflitto.
La sua pittura improntata dapprima alle prime esperienze divisioniste di inizio XX secolo giunge ad un personale espressionismo, vicino ai movimenti innovatori austriaci, ma anche alla poetica di Viani. Molti suoi lavori sono ispirati ai ricordi della prigionia.
Con lavori di aeropittura, nel 1933 espone al Premio del Golfo organizzato da Filippo Tommaso Marinetti e tornerà a parteciparvi in molte delle edizioni successive.
Molto legato alla Spezia, dipinge i tanti aspetti della città e della sua provincia, della Lunigiana e delle vicine Cinque Terre in particolare.
Il Centro Allende della Spezia nel 1981 gli ha dedicato una mostra antologica postuma.